# Presupuesto de defensa

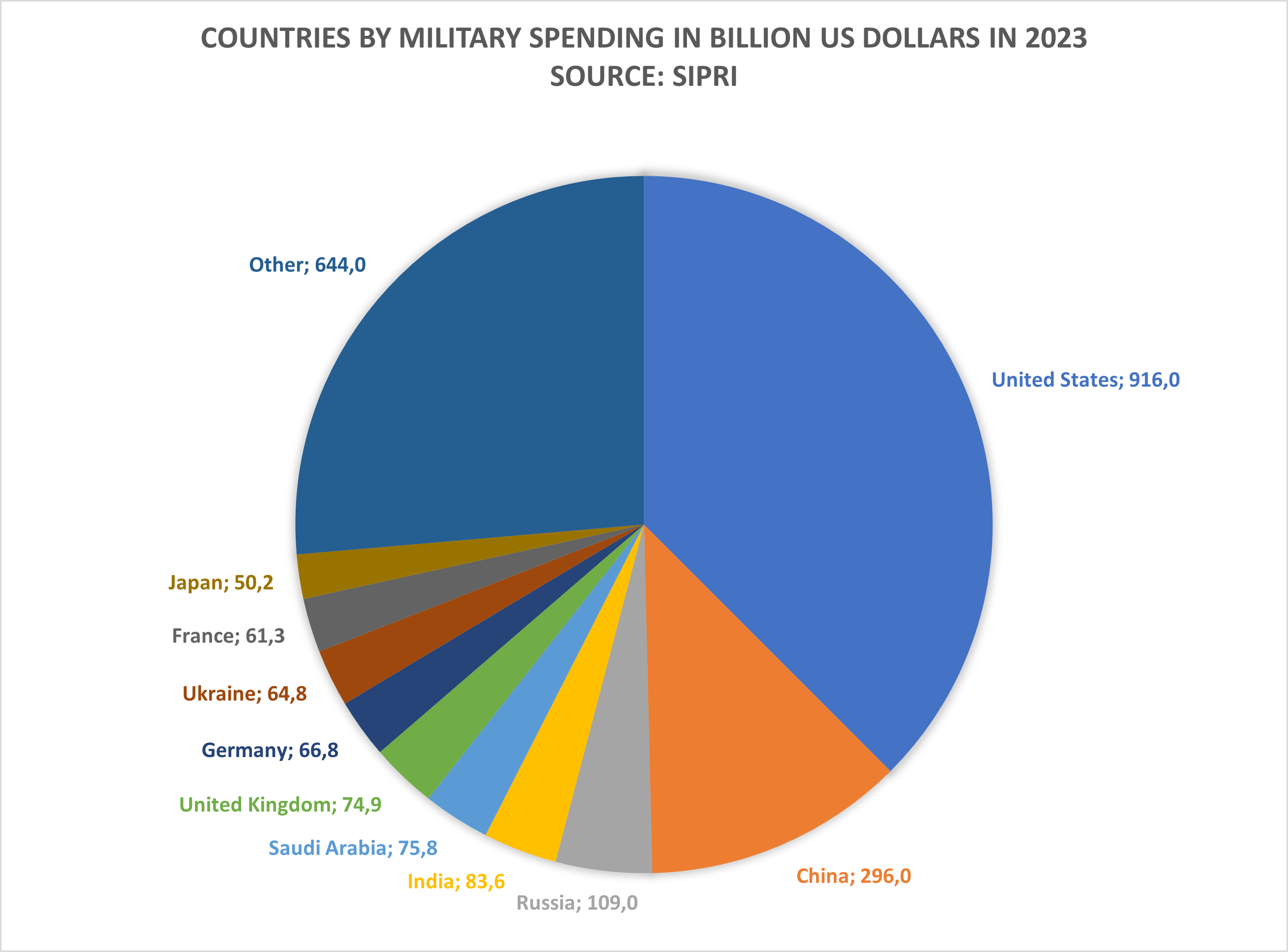
Share of the 10 countries with the highest military expenditure in global military expenditure.

Un presupuesto militar de una entidad, más a menudo de una nación o un estado, es el presupuesto y los recursos financieros dedicados al alza y mantenimiento de las fuerzas armadas de esa entidad. Los presupuestos reflejan como una entidad percibe el riesgo de amenazas contra ella, o la cantidad de agresiones que desea emplear. También proporciona una idea de cuánto se podría proporcionar para el próximo año.
En general, los gastos excluidos son:
- Aplicación de la ley interna
- Rehabilitación de los veteranos discapacitados

El Instituto Internacional de Estudios para la Paz de Estocolmo estima que en 2023 los gastos militares en el mundo fueron de 2.443 millardos de dólares.

## Concepto del gasto militar
El gasto militar se debe entender como el conjunto de todas aquellas partidas económicas que tienen como destino la defensa y seguridad armada de un estado, excluyendo las fuerzas destinadas a salvaguardar el orden interno como policía o cuerpos de seguridad no militares. Así, el gasto militar es el destinado al mantenimiento de las Fuerzas Armadas, los salarios, la seguridad social, mutuas y seguros de accidentes, personal civil a cargo del Ministerio de Defensa; también las dedicadas a adquirir suministros y avituallamientos que permiten a las Fuerzas Armadas ser operativas, tales como ropa, alimentación, transporte y servicios de todo tipo, como limpieza, lavandería y tantos otros sin los cuales los ejércitos no serían operativos. Además forma parte del gasto militar el apartado destinado a inversiones militares de construcción de infraestructuras como cuarteles, campos de tiro, bases militares, dársenas para la armada y aeródromos para el Ejército del Aire; instalaciones y equipos especiales como sistemas informáticos, de comunicación, radio, telefonía o vía satélite. También se computa como gasto militar –y como inversión militar– la adquisición de armamentos de todo tipo para los tres ejércitos: tierra, mar y aire.

## Los presupuestos militares (2023)
El informe anual del Instituto Internacional de Estudios para la Paz de Estocolmo muestra que los presupuestos militares de los Estados miembros de la OTAN aumentaron un 5,2 por ciento en 2023 en comparación con 2022. El gasto militar de la OTAN representa el 55 por ciento del gasto militar mundial.
En la cima está el presupuesto militar de Estados Unidos, que representó el 37 por ciento del gasto militar mundial en 2023, ascendiendo a aproximadamente 2.443 millones de dólares. El aumento del gasto militar mundial en 2023 se debe principalmente a la guerra en curso en Ucrania y a la escalada de tensiones en Oriente Medio, Asia y Oceanía.
Los presupuestos militares de Francia, Alemania, el Reino Unido e Italia representan alrededor del 11 por ciento (270 mil millones de dólares) del gasto militar mundial. Polonia, Alemania, Reino Unido y Francia han aumentado sus costes de armamento debido a la guerra en Ucrania para modernizar sus fuerzas armadas.
De los países no miembros de la OTAN, la República Popular China gastó 296 mil millones de dólares en 2023, Rusia 109 mil millones de dólares, la India 83,6 mil millones de dólares, Arabia Saudita 75,8 mil millones de dólares, Ucrania 64,8 mil millones de dólares y Japón 50,2 mil millones de dólares en recursos militares. (China 12 por ciento, Rusia 4,5 por ciento, India 3,4 por ciento, Arabia Saudita 3,1 por ciento, Ucrania 2,7 por ciento y Japón 2,1 por ciento) del total mundial.

## I+D Militar
El gasto militar tiene en la I+D Militar una dimensión importante ), pues a través de los recursos destinados a ella se investiga en el desarrollo de nuevas tecnologías para la fabricación de nuevos armamentos. También se debe contabilizar como gasto militar las aportaciones a organizaciones internacionales para acuerdos de desarme. Pues aunque estos tratados tienen como destino contribuir a la paz, las limitaciones o prohibición del uso de misiles balísticos, armas nucleares, químicas, bacteriológicas, minas o bombas de dispersión tienen su origen en su existencia y por tanto, los recursos destinados a su no uso debe ser imputado como gasto militar. Lo mismo ocurre con las misiones de paz de Naciones Unidas donde intervengan las Fuerzas Armadas del Estado, o cuerpos policiales de carácter paramilitar. También los gastos derivados de pertenecer a organismos militares multilaterales como por ejemplo el Tratado del Atlántico Norte (OTAN) o el Tratado Interamericano de Asistencia Recíproca (TIAR).

## Presupuesto de Defensa de España
El gasto militar tiene su origen en la aprobación de los presupuestos generales del Estado, dedicando una parte al Ministerio de Defensa. El presupuesto, que se aprueba en la apertura del ejercicio y que acostumbra a coincidir con los años naturales, puede tener en su liquidación al final del ejercicio una diferencia notable al haberse incorporado más recursos. En términos presupuestarios es comprensible que surjan imprevistos que requieran de ampliaciones extraordinarias, como pueda ser la decisión política de participar en alguna misión militar en el exterior. Sin embargo, en algunos estados ocurre que esta diferencia llegue a ser muy importante, como es el caso español.
Así, en España, se recurre frecuentemente a minusvalorar algunas partidas de gasto cuando a ciencia cierta se sepa que serán superiores. Este es el caso de la partida destinada a sufragar los gastos de las misiones militares en el exterior, que cada año se debe complementar con 600 o 700 millones de euros. También el pago de las facturas de los proyectos especiales de armamentos, que a pesar de ser contratos con compromisos de pago anuales que oscilan entre los cinco y los treinta años, se consignan con cero euros y después mediante un crédito extraordinario se les confiere los millones necesarios para hacer frente a los compromisos adquiridos. Sin duda, una fórmula para amagar a la opinión pública el presupuesto del gasto militar real. El mencionado caso español puede ser un ejemplo paradigmático de lo que ocurre en muchos otros países, de los que no existen análisis tan detallados.

## Debate
La mayoría de países determinan como gasto militar únicamente el correspondiente al Ministerio de Defensa, excluyendo partidas que son militares pero que por razones técnicas o políticas consideran que deben incluirse en otros ministerios o departamentos. Esta tónica común en estados de la importancia de EE. UU., Rusia, China, Egipto, Irán, España y tantos otros hace que los diversos centros que analizan el gasto militar mundial no coincidan en los resultados de los montos finales. De entre ellos, quizás el de más prestigio, el Stockholm Internacional Peace Research Institute (SIPRI), en su reconocido anuario SIPRI Yearbook, estableció siete apartados con los que determinar el gasto militar y poder llevar a cabo estudios comparativos entre los estados, a saber: el gasto de las Fuerzas Armadas; el gasto del personal civil o militar con cargo al Ministerio de Defensa; el gasto de funcionamiento y de capital de los programas militares incluidos los espaciales; el gasto de las organizaciones paramilitares; el gasto en I+D e inversiones en armas, infraestructuras e instalaciones militares; las pensiones y la seguridad social del personal civil o militar del Ministerio de Defensa; la ayuda militar y la participación en organismos o misiones militares en el exterior. Estos criterios aplicados por el SIPRI fueron extraídos de las recomendaciones de un organismo militar, la OTAN, que para poder determinar y comparar el esfuerzo económico de cada estado miembro, aconsejó que se debía contabilizar el presupuesto militar teniendo en cuenta todos los gastos relacionados con la estructura y actividades militares y no exclusivamente los del Ministerio de Defensa.
Aun así, sigue habiendo gran disparidad entre los países miembros de la OTAN a la hora de determinar el gasto militar. Los propios EE. UU. que encabezan y dirigen esta organización militar, en el presupuesto del Departamento de Defensa no incluyen la Guardia Nacional, un cuerpo paramilitar; las pensiones y seguridad social de los militares; el mantenimiento e investigación sobre armas nucleares; parte de las misiones militares en el exterior (las de Afganistán e Irak) entre otras. Aunque esos gastos se conocen porque el presupuesto de EE. UU. es transparente y los institutos de ese país que analizan el gasto militar estadounidense establecen que es muy superior al que corresponde al Departamento de Defensa. De otros países, como Rusia y China, no se conoce con exactitud el gasto de sus Fuerzas Armadas. Esto se debe a que ocultan el gasto real por «razones de estado», es decir, evitar que otras potencias rivales o su opinión pública conozcan los recursos que destinan a la defensa.
Esta situación conlleva que no se sepa con exactitud el gasto militar, tanto mundial como de algunos estados. Por ejemplo, EE. UU. en el ejercicio de 2013, según el Gobierno el gasto militar fue del 3,64% del PIB; según el SIPRI fue de 3,8%; y según War Resisters League fue del 5,83%. En el Estado español, en el año 2013, según el Gobierno el gasto en defensa fue del 0,65% del PIB; según el SIPRI un 0’9%; y según el Centro Delàs de Estudios por la Paz un 1,64% del PIB. 
El argumento principal de los economistas partidarios del gasto militar se centra en el caso de Estados Unidos, donde la industria militar ha jugado un papel importante en el desarrollo de su economía. Estos economistas veían como, al igual que otras formas de gasto del estado, este puede ser una fuente importante del auge de la demanda en momentos de baja confianza y de recesión; e invertir en nuevos armamentos podía conducir al desarrollo de nuevas tecnologías, generar nuevas industrias y ayudar al aumento de la demanda y a la creación de empleo. Además, añadían, que tener unas Fuerzas Armadas fuertemente pertrechadas y adiestradas consolidaría el papel de EE. UU. como primera potencia mundial militar y esto reportaría el control de buena parte de la economía mundial. Esta corriente de opinión, sostiene que una parte del bienestar económico de EE. UU. depende del enorme gasto militar, pues su economía tiene muy estrechas relaciones con el conglomerado económico que rodea la industria militar y las exportaciones de armas y sin este impulso, es más que probable que la economía de EE. UU. podría entrar en recesión.
Mientras que la economía crítica sostiene que el gasto militar entorpece el crecimiento de la economía productiva. De una parte, porque genera endeudamiento público, el cual comporta inflación al impedir que se generen ingresos en las arcas públicas; por otra, porque impide que recursos monetarios, de bienes de equipo, de conocimientos tecnológicos y de mano de obra improductiva que consumen los ejércitos y la producción de armamentos, destinados al sector civil generaría mayores beneficios, en función del concepto de coste de oportunidad, según el cual, destinar recursos a un tipo de inversión de escaso impacto en la economía real, en este caso el militar, supondría la pérdida irremediable de oportunidad de dedicarlo a otro más productivo y de mayor impacto social. A lo que cabe añadir, la dependencia y subordinación de la industria militar del Ministerio de Defensa, lo cual hace que las industrias militares no desarrollen preocupación por el control de costes, no produciendo economías de escala y encareciendo el precio final del arma, que sea cual sea su coste acabará siendo igualmente adquirida por el Estado.